# Simon Hald
Simon Hald, född 29 september 1994, är en dansk handbollsspelare som spelar för Aalborg Håndbold och det danska landslaget.

## Meriter
Med klubblag
- Tysk mästare: 
  -  2019 med SG Flensburg-Handewitt
- Tyska Supercupen
  -  2019 med SG Flensburg-Handewitt
- Danska Mästerskapet:
  -  2017 och 2024 med Aalborg Håndbold
- EHF Champions League:
  -  2024 med Aalborg Håndbold

Med landslag
- VM 2023 i Sverige/Polen
- VM 2021 i Egypten
- VM 2019 i Tyskland/Danmark
- EM 2024 i Tyskland
- EM 2022 i Ungern/Slovakien
- U19-VM 2013